# Maori
I maori o māori (tangata māori, "gente comune"; o anche: tangata whenua, "gente autoctona") sono una popolazione polinesiana, stanziata principalmente in Nuova Zelanda.
La loro lingua madre è detta anch'essa māori; viene insegnata, unitamente all'inglese, in tutte le scuole dell'obbligo neozelandesi ed è lingua coufficiale di Stato. Māori è una parola che significa "normale" o "comune", in contrapposizione ai "forestieri" o "alieni" britannici, definiti pākehā dalle genti dei primi contatti con gli europei, e che oggi vuol dire "neozelandese non maori", "britannico" o "eurodiscendente".
Sono generalmente alti, con la pelle di color bruno chiaro, naso grande e con occhi tendenti alla mandorla. Si ritiene che la popolazione dei maori si aggiri intorno alle 1.161.108 persone, di cui 978.246 in Nuova Zelanda (censimento del 2021), 170.057 in Australia (censimento del 2021), nel Regno Unito 8.000, negli Stati Uniti 3.500 e in Canada 1.305.

## Storia
La teoria più accreditata sull'arrivo dei maori in Nuova Zelanda lo fa risalire alla fine del periodo caldo medievale, verso il 1280. La tradizione orale maori parla di una leggendaria terra d'origine, Hawaiki, identificata con la Polinesia tropicale, anche se i racconti sulla migrazione variano nelle varie tribù (iwi). Anche se l'origine polinesiana è universalmente accettata, studi linguistici e sul DNA mitocondriale suggeriscono un'origine taiwanese delle popolazioni del Pacifico, risalente a circa 5200 anni fa. Questi antenati si spostarono attraverso il Sud-est asiatico e l'Indonesia.

### Periodo arcaico
Il periodo della colonizzazione maori è noto come "Arcaico" o dei "Cacciatori di Moa" (Moahunters / Whakangau Moa). I polinesiani antenati degli attuali maori arrivarono in terre coperte da foreste, con un'abbondante fauna che includeva specie di moa che pesavano dai 20 ai 250 kg. Altre specie estinte oggi erano tipi di oca, cigni e la gigantesca aquila di Haast. Mammiferi marini popolavano le coste, ed in particolare le foche. I primi abitanti si nutrirono di moa, sterminandone la popolazione in un breve periodo di tempo. Almeno 32 altre specie di uccelli sono estinte nell'epoca dei cacciatori di Moa, sia perché cacciate dagli umani, che dai kiore (ratti) o dai kurī (cani) introdotti dai coloni oppure dalla sistematica bruciatura delle distese erbose, che cambiò l'habitat dei luoghi, oppure dal cambiamento climatico, che iniziò a raffreddarsi verso l'inizio del XV secolo.
La regione di Ōtākou era il centro della cultura maori durante l'epoca arcaica; la maggioranza degli abitati antichi si trovavano entro 10 km dalla costa ed includevano dai 40 ai 300–400 abitanti. Il sito arcaico più famoso e studiato è a Wairau Bar, nell'Isola del Sud, occupato fra il 1288 ed il 1300. La speranza di vita era però molto bassa: lo scheletro più vecchio aveva 39 anni e molti morivano ventenni a causa di problemi legati all'alimentazione o ad infezioni, come l'anemia o l'artrite. Gli adulti maori erano però più alti delle altre popolazioni del sud Pacifico, con un'altezza media di 175 cm per gli uomini e di 161 cm per le donne.
Il periodo arcaico è particolare per l'assenza di armi o di fortificazioni, tipiche della cultura maori più tarda, e per le "collane a cavo".

### Colonizzazione europea
I maori furono storicamente in forte opposizione rispetto ai coloni britannici, che non riuscendo a sottometterli stipularono con loro un trattato (il trattato di Waitangi). Anche dopo la nascita della colonia, e poi dello Stato indipendente della Nuova Zelanda, i maori non hanno mai cercato l'integrazione con le altre etnie del Paese, pur essendo da tempo convertiti al cristianesimo. Il governo neozelandese ha negli ultimi anni dato inizio a un programma di integrazione per facilitare la convivenza dei maori nella società, al tempo stesso proteggendone il bagaglio culturale.
I rapporti fra la comunità maori e i neozelandesi di origine europea sono comunque molto meno conflittuali di quanto lo siano in Australia quelli fra aborigeni ed inglesi. Durante la battaglia di Verdun, ad Arras i britannici reclutarono i maori (abili scavatori) per realizzare migliaia di tunnel a ridosso delle linee tedesche, al fine di sorprendere e attaccare di sorpresa il nemico.

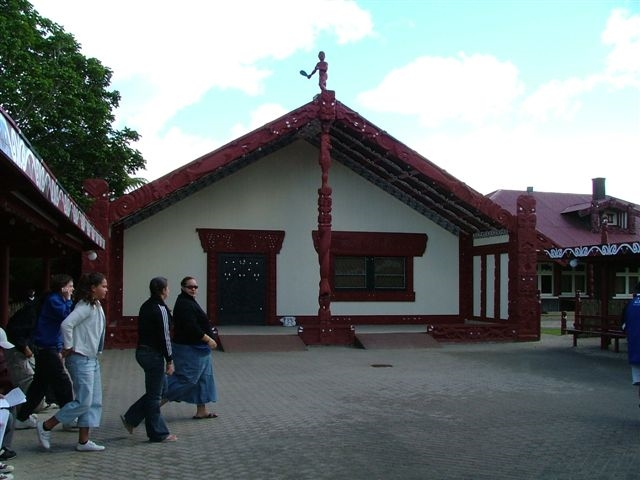
Il complesso reale di Turongo

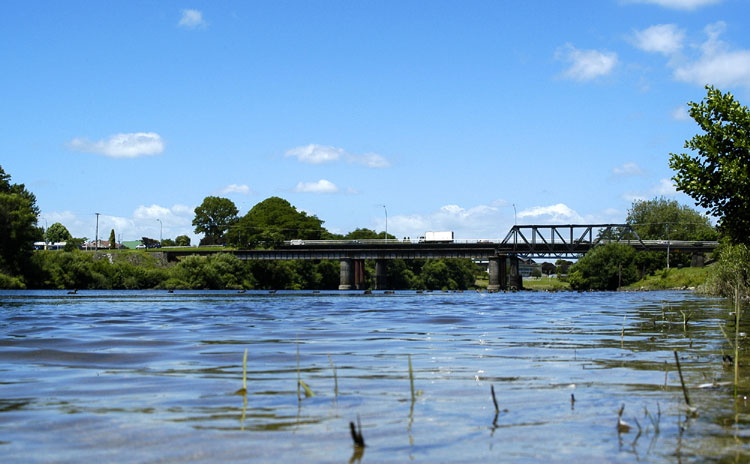
Veduta di Waikato

Nel 1858 i maori costituirono il Kingitanga, nella regione di Waikato (North Island), ed elessero un re nell'ambito della tribù Wherowhero e nella persona di Pōtatau, onde restare uniti nel sistema coloniale inglese. Il sovrano (elettivo, ma quello in carica può indicare il successore) gode tuttora di molta autorevolezza e prestigio, pur non avendo un ruolo formale e costituzionale. Nel 1997 l'esecutivo della Nuova Zelanda si mostrò rammaricato circa i danni morali e materiali subiti dall'etnia durante la colonizzazione: la regina Elisabetta II, capo dello Stato, si scusò formalmente incontrando la sovrana maori Te Ata (1931-2006), autentica rappresentante e ambasciatrice della cultura e delle vicende del popolo. La famiglia reale risiede nel palazzo di Turongo (Waitangi) e il luogo di sepoltura si trova sul monte Taupiri.

## Demografia

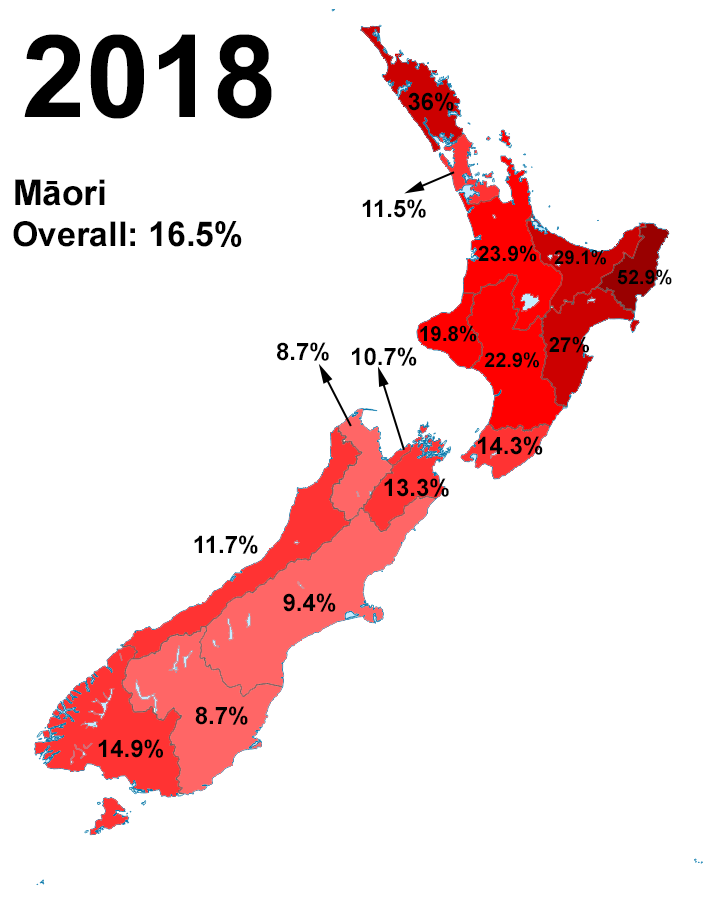
La percentuale di persone che si definisce di etnia maori

Ai sensi del Maori Affairs Amendment Act del 1974, un maori è definito come "una persona della razza maori della Nuova Zelanda; e include qualsiasi discendente di tale persona". La popolazione maori intorno alla fine del XVIII secolo fu stimata da James Cook a 100.000. Lo storico Michael King suggerisce che una cifra leggermente più alta di 110.000 è più probabile. Il loro numero è diminuito durante il XIX secolo, fino a 42.000; il declino è stato attribuito all'impatto della colonizzazione europea, comprese le nuove malattie. Da allora in poi la popolazione crebbe rapidamente.
C'erano 775.836 persone che si identificavano come parte del gruppo etnico maori al censimento della Nuova Zelanda del 2018, che rappresentava il 16,5% della popolazione della Nuova Zelanda. Si tratta di un aumento di 177.234 persone (29,6%) rispetto al censimento del 2013 e di un aumento di 210.507 persone (37,2%) rispetto al censimento del 2006 per. Il forte aumento tra il censimento del 2013 e del 2018 è dovuto principalmente all'aggiunta di dati sull'etnia da altre fonti (censimenti precedenti, dati amministrativi e imputazioni) a Statistics New Zealand ai dati del censimento del 2018 per ridurre il numero di mancate risposte.
C'erano 383.019 maschi e 392.820 femmine, con un rapporto di 0,975 maschi per femmina. L'età media era di 25,4 anni (rispetto ai 37,4 anni della Nuova Zelanda nel suo complesso), con 248.784 persone (32,1%) di età inferiore ai 15 anni, 193.146 (24,9%) di età compresa tra 15 e 29 anni, 285.657 (36,8%) di età compresa tra 30 e 64 anni e 48.252 (6,2%) di età pari o superiore a 65 anni.
In termini di distribuzione della popolazione, l'85,7% dei maori vive nell'Isola del Nord e il 14,2% nell'Isola del Sud. Le Isole Chatham hanno la più alta concentrazione di persone maori al 66,1%, seguite dal distretto di Wairoa (65,7%), dal distretto di Ōpōtiki (63,7%), dal distretto di Kawerau (61,7%) e dal distretto di Gisborne (52,9%). L'area del consiglio locale di Upper Harbour ad Auckland ha la concentrazione più bassa di persone maori al 5,1%, seguita dal distretto di Queenstown-Lakes al 5,3%.
Di coloro che si identificano come maori al censimento del 2018, 352.755 persone (45,5%) identificate come di sola etnia maori mentre 336.174 persone (43,3%) identificate come di etnia sia europea che maori, a causa dell'alto tasso di matrimoni misti tra le due etnie.
Al di fuori della Nuova Zelanda, esiste una grande popolazione maori in Australia, riportata come 170.057 nel censimento australiano del 2021. Nel 2007 il partito maori ha suggerito di creare un seggio speciale nel parlamento neozelandese in rappresentanza dei maori in Australia. Esistono comunità più piccole anche nel Regno Unito (circa 8.000), negli Stati Uniti (fino a 3.500) e in Canada (circa 2.805).

## Cultura

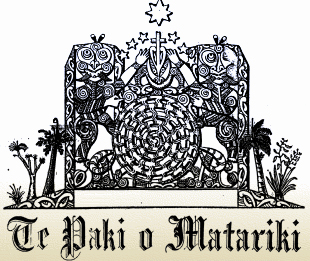
Lo stemma

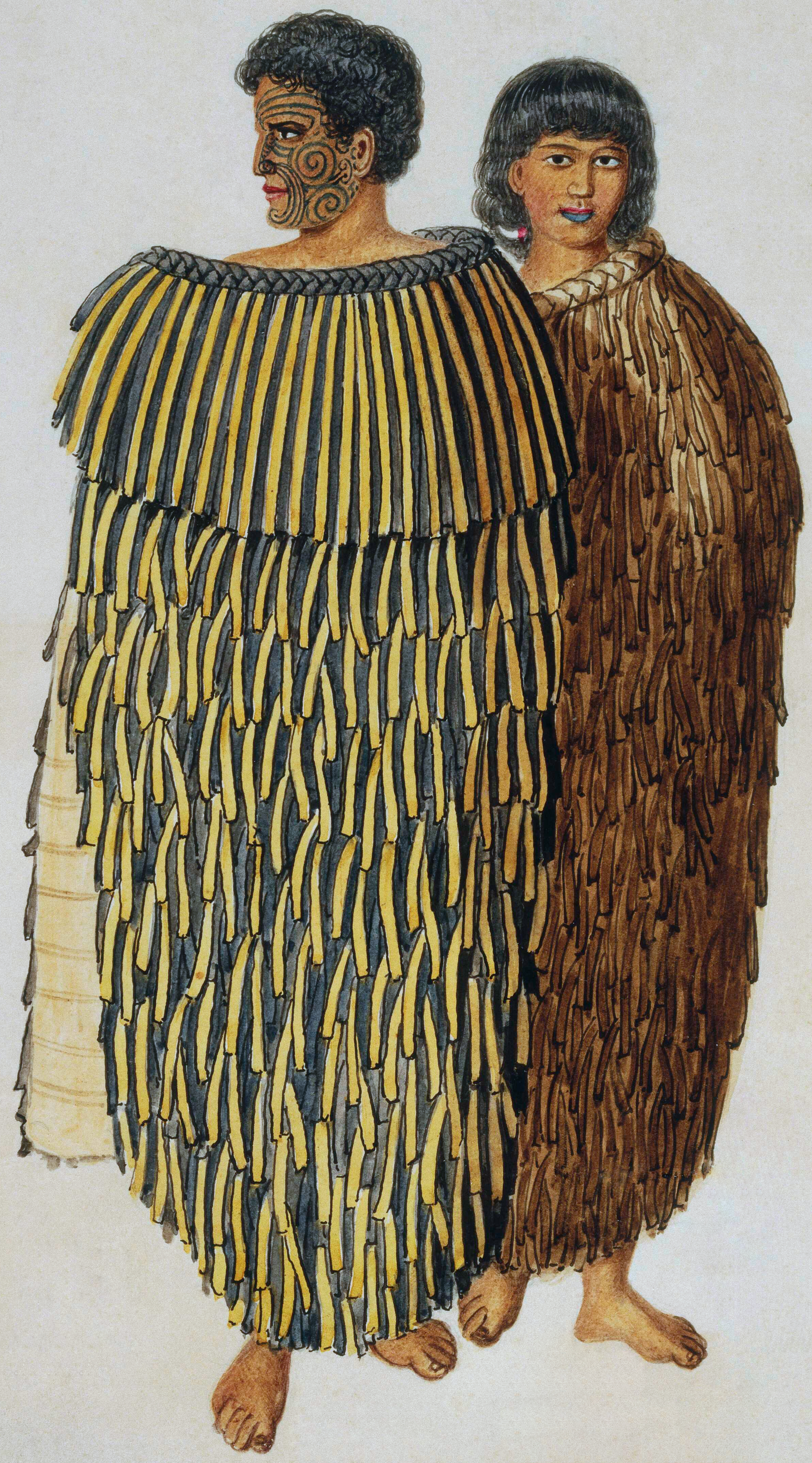
Hone Heke e sua moglie in un'illustrazione del 1845.

La cultura dei maori si divide in tre gruppi: Isole del Nord, Isole del Sud, Isole Chatham. Il perno della vita sociale e artistica è la Casa della Riunione, impreziosita di grandi sculture che illustrano un variegato pantheon di figli del Cielo e della Terra.
L'arte dei maori assomiglia a quella della Papuasia, cioè della Papua Nuova Guinea. Gli stili artistici prevalenti sono tre: kaitaia, taranaki, hauraki. I motivi comuni sono il dio marino, il dio della guerra e il padre degli uomini e degli dei.
Le loro abitazioni, in legno, sono spesso decorate con complessi intagli policromi. La pratica artistica del tatuaggio del volto e del corpo rappresenta una delle tradizioni più significative e note di questo popolo. Tipica è anche la danza della Haka.
Tradizionalmente la religione era gestita da ufficiali del culto e quindi si effettuavano celebrazioni di miti che utilizzavano marionette. La scultura si riferisce prevalentemente alla guerra e presenta alcune analogie con il bushidō giapponese. Un eloquente esempio è il temibile taihu, una testa dall'aspetto feroce che veniva fissata sulla prua delle imbarcazioni per intimidire i nemici.
La società māori è tradizionalmente suddivisa in caste.

### I tatuaggi

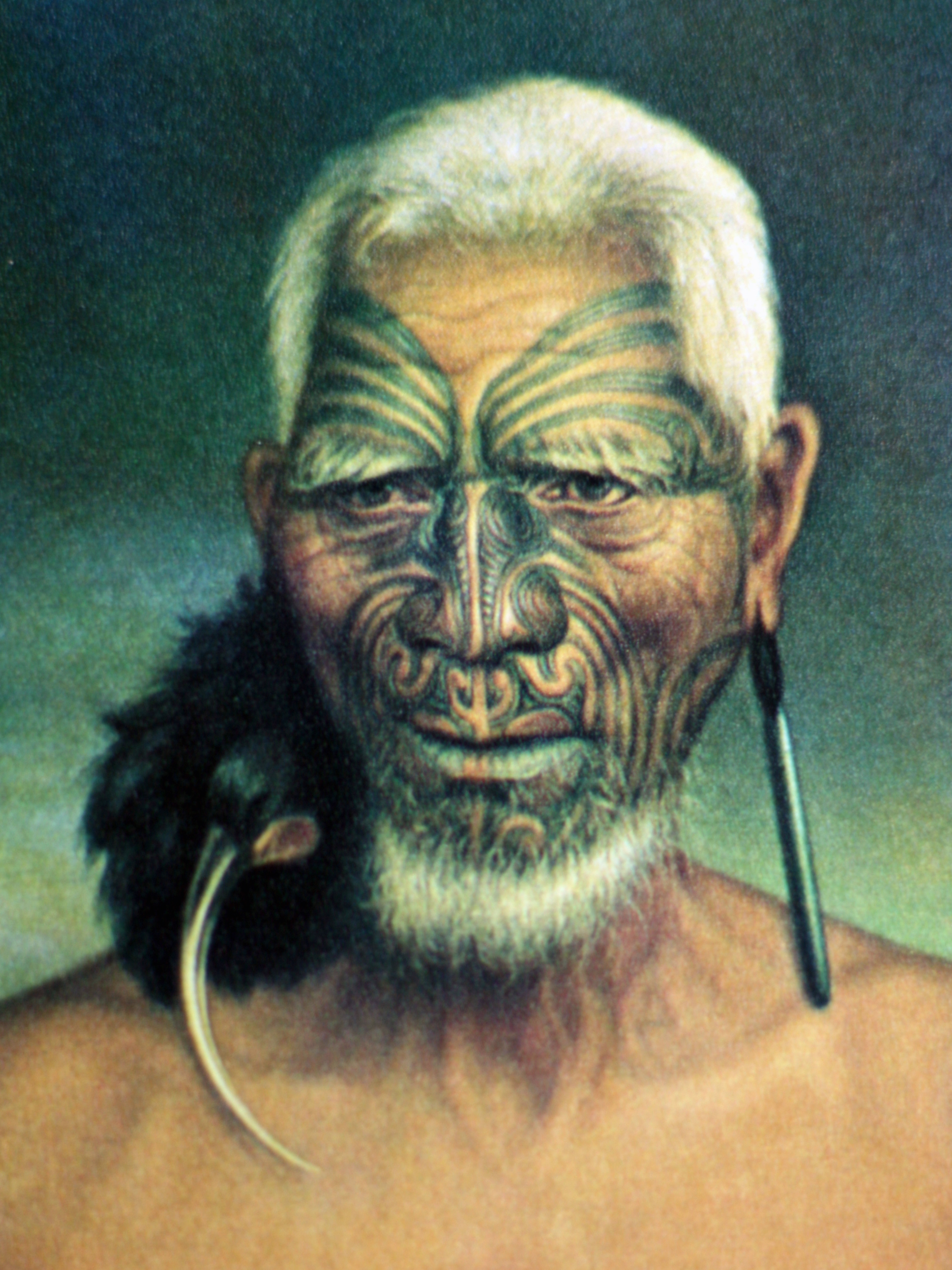
Dipinto di Gottfried Lindauer che ritrae Tukukino (1880 circa), un combattente anziano, capo degli Ngāti Tamaterā, comunità stanziata nel Distretto di Hauraki, nell'Isola del Nord.

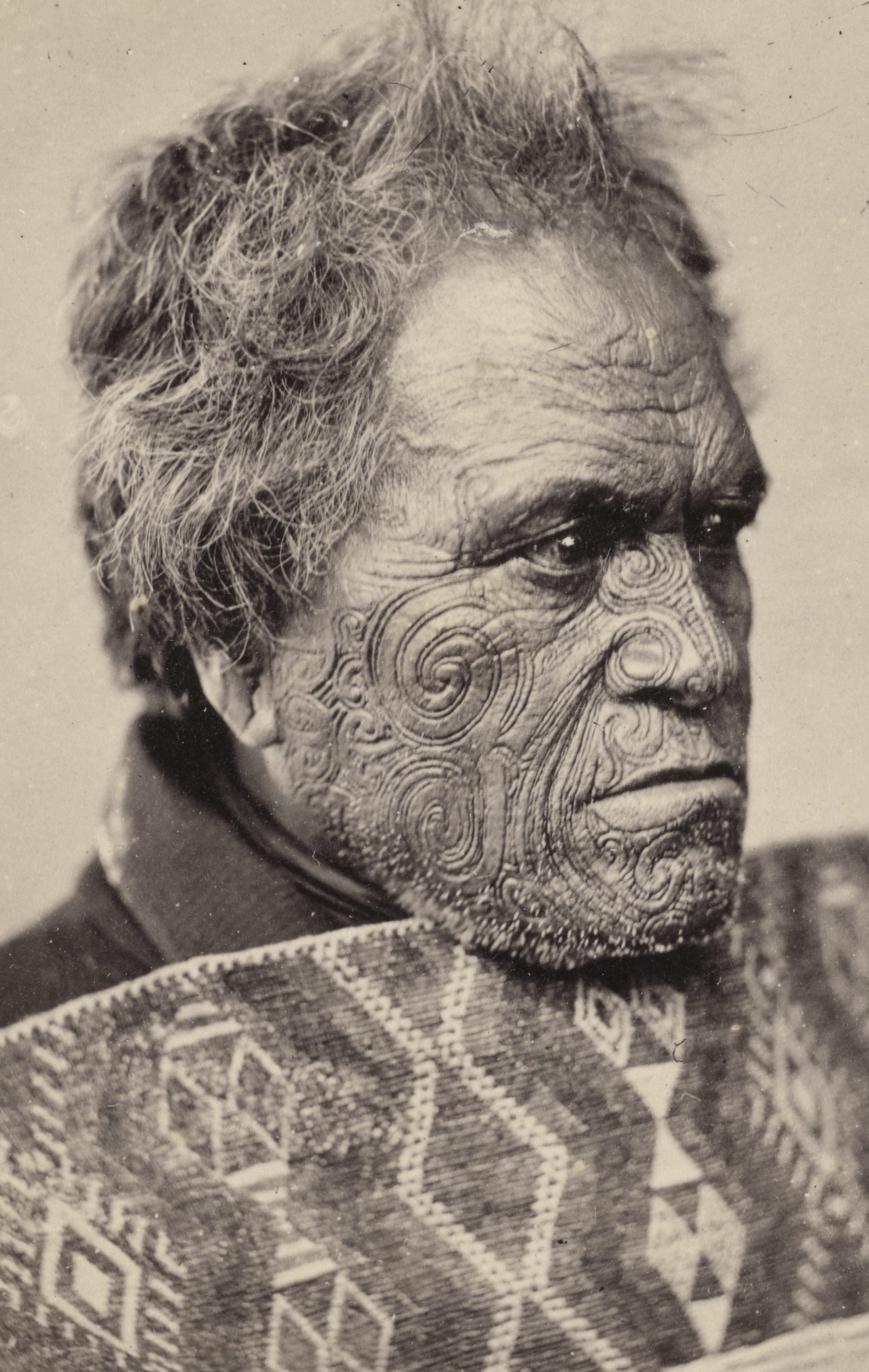
Capo maori Tomika Te Mutu.

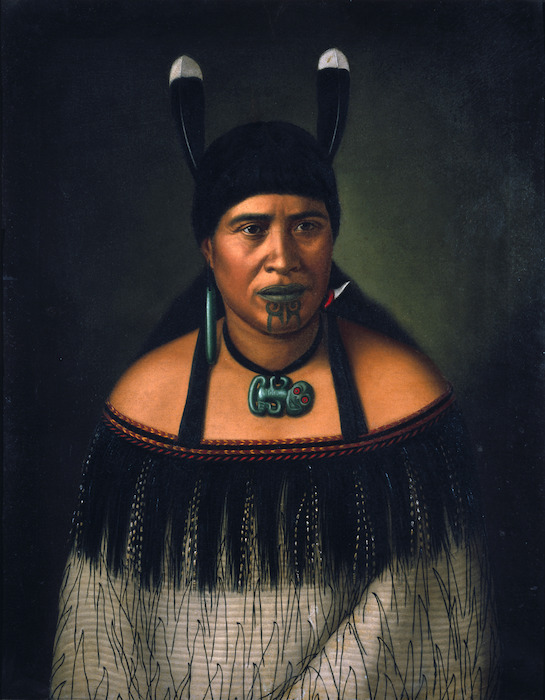
Una donna maori (Gottfried)

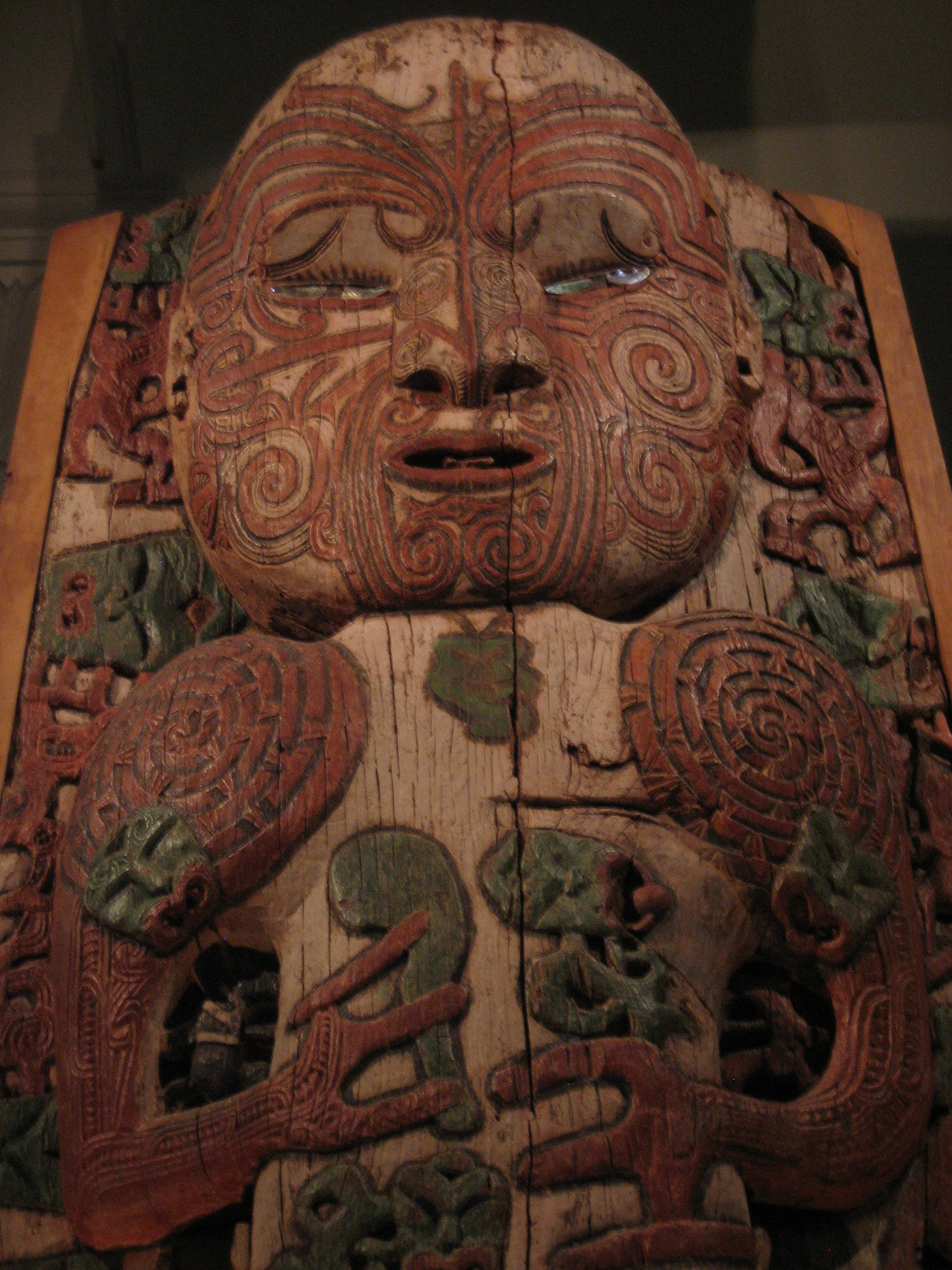
Una scultura Maori al Museo Nazionale di Auckland

Il moko è il tradizionale tatuaggio con cui i maori dipingono i loro volti. I guerrieri utilizzano il moko per raccontare la propria storia: ogni segno indica un diverso avvenimento della propria storia personale. Le donne riportano il tradizionale segno sul mento ad indicare che sono legate ad un guerriero maori.
Tra i tatuaggi, il kirituhi è la rappresentazione più decorativa (anche se comunque intrisa di significati legati alla felce "koru" come simbolo di nascita, rinascita spirituale e rigenerazione); a differenza del tatuaggio moko, tutti possono usare questa tipologia di disegni, senza offendere la cultura. Avevano, inoltre, la funzione di incutere paura.

### Nello sport
I maori si sono fatti conoscere nel mondo sportivo soprattutto grazie alla loro massiccia presenza nella famosissima squadra nazionale neozelandese di rugby degli All Blacks, i quali, all'inizio di ogni partita, sono soliti eseguire l'haka, un antico canto mimato che, originariamente nato come un'invocazione al dio sole, si è evoluto nel tempo in un rituale più complesso per manifestazioni di gioia, o di dolore, o di quell'aggressività intimidatoria che, espressa a inizio partita dagli All Blacks, l'ha fatta spesso considerare esclusivamente una danza di guerra.
L'haka, quale ci è stata fatta conoscere sui campi di rugby, ha più versioni: la Ka Mate (la più comunemente usata, attribuita a Te Rauparaha, guerriero della tribù Ngati Toa dell'Isola del Nord), la Peruperu, e la Kapa o Pango, creata a tavolino senza vera tradizione popolare per essere utilizzata in situazioni speciali ed eseguita la prima volta nel 2005 guidata da Tana Umaga, allora capitano degli All Blacks (pur essendo di origini samoane), che ne diede una indimenticabile interpretazione. Quest'ultima è quella più esplicitamente riferita, nel testo, alla squadra di rugby neozelandese.
Ulteriori versioni sono eseguite dai cosiddetti Baby Blacks, ossia dalla squadra nazionale under 20 neozelandese di rugby, dai New Zealand Maori, selezione formata esclusivamente da giocatori di discendenza maori, senza quindi giocatori "bianchi" o provenienti da altre zone della Polinesia, e dalla nazionale femminile.

### Riferimenti nella cultura di massa
I maori, e la loro cultura, sono stati spesso ispirazione per opere cinematografiche e televisive. Si possono segnalare tra gli altri:
- Lezioni di piano, film del 1993 diretto da Jane Campion.
- Once Were Warriors - Una volta erano guerrieri, film del 1994 diretto da Lee Tamahori, in cui attraverso la storia di una famiglia si percorre la disgregazione sociale della comunità maori.
- The Price of Milk, film del 2000 diretto da Harry Sinclair.
- La ragazza delle balene (Whale Rider), film del 2002 diretto da Niki Caro, candidato all'Oscar per la migliore attrice protagonista.
- Il massacro dei Maori (Utu) del 1983, film diretto da Geoff Murphy, in cui Te Wheke, il guerriero protagonista, cerca vendetta.
- The Dead Lands - La vendetta del guerriero, film diretto da Toa Fraser nel 2014.
- Tatau, serie televisiva inglese del 2015, diretta da Rob Pursey.